# Список латинских сокращений
Ниже приведён список сокращений, заимствованных из латинского языка.

## Список
- a. (annuus, anno) — «год», «в году»[1]
- a. (antem) — «до», «перед», «прежде»
- ab amic. (ab amico) — «от друга»[1]
- ab init. (ab initio) — «от начала»; «вначале», «сначала»
- absque — «без, исключая»[1]
- a. c. (anni currentis) — «сего года»
- acc. (acceptum) — «получено», «принято», «поступило»[1]
- acq.,acqu. (acquisitum, acquisitio) — «приобретено», «приобретение»[1]
- a. Chr. (ante Christum) — «до рождества Христова»
- a. Chr. n. (ante Christum natum) — то же, что a. Chr.
- A. D. (anno Domini) — «в лето Господне» (в год от Рождества Христова, в год н. э.)[1]
- a d. (a dato) — финанс. «со дня подписи»
- a d., a d-ne (в сочетании с фамилией) — «от господина»[1]
- adnot. (adnotavit, adnotatio) — «пометил», «пометка»[1]
- ad fin. (ad finem) — «до конца»
- ad int. (ad interim) — «предварительно»; «на данное время»
- ad lib. (ad libitum) — «по желанию»
- a. f. (anni futuri) — «будущего года»
- aff. (affinus) — «родственный», «из родства», «близкий к…»[1]
- agg. (aggregatio) — агрегат, комплекс трудноразличимых таксонов[1]
- AH (Anno Hegirae) — год по Хиджре
- A.L.M. (artium liberalium magister) — «магистр свободных искусств».
- a.m. (ante meridiem) — «до полудня»
- a m.c. (а mundo condito) — «по сотворении мира»
- AMDG (ad majorem Dei gloriam) — «к вящей славе Божией»
- a.o.с. (anno orbis conditi) — «после сотворения мира»
- a.p. (anno passato) — «прошлого года»
- a.p.C. (anno post Christum) — «по Рождестве Христовом»
- a. s. (ante scriptum) — «до написанного», «предисловие»
- a.u.(c.) (anno urbis (conditae)) — «после основания Рима»
- a.u.s. (actum ut supra) — «поступай как выше (раньше) указано», — формула, употребительная в сборниках античных и средневековых законов
- b. f. (bona fide) — «добросовестно», «честно», «без обмана»
- cel. (celebrrimus) — (перед фамилией) «знаменитейший». Используется как знак вежливости к называемому лицу[1]
- cf., cfr. (conferatur) — «сравни», «следует сравнить». Иногда (не совсем правильно) употребляется в смысле aff. — «близкий»[1]
- c. l. (citato loco) — «в приведённом месте» (об источнике цитирования)
- CV (Curriculum vitæ — «ход жизни») — краткое описание жизни и профессиональных навыков.
- cor. cor. impr. (correctis, corrigendis, imprimatur) — «поправить, выправить, печатать»
- D.O.M. (Deo, optimo, maximo) — «Богу, лучшему, величайшему», — данную аббревиатуру часто можно встретить на фасадах многих католических церквей и склепов
- e. c. (exempli causa), e. g. (exempli gratia)  — например, для примера
- et al. (et alii; alii — множ. от alius — другой) — употребляется в научных статьях и в именованиях таксонов, означает «и другие» (авторы, коллеги и т. п.).
Например: «К изобретателям радио часто относят Попова, Маркони ET AL.»
- etc. (et cetera, архаические формы &c. и &/c.) — означает «и другое», «и тому подобное», «и так далее»
- hab. (habitat, habitatio) — «обитает, произрастает», «местообитание»[2]
- fl. (floruit) — «годы деятельности», «расцвет творчества»
- i. e. (id est) — «то есть»
- i.l. (ipse legi) — «собрал сам», пометка на гербарной этикетке[1]
- ibid. (ibidem; иногда сокращается как ib., ibd.) — «то же место»; термин, использующийся в научной библиографии, обозначающий, что ссылка на данный (где используется термин) объект та же, что была и в предыдущем цитировании
- INRI (Iesus Nazarenus Rex Iudaeorum) — «Иисус из Назарета, Царь Иудейский»— надпись на кресте, на котором был распят Иисус Христос
- it., in it. (in itinere) — «в путешествии», «в экспедиции»[2]
- L.b.s. (Lectori benevolo salutem) — «Привет благосклонному читателю»
- loc. cit. (loco citato) — «в цитируемом месте»
- ms., mss., mscr. (manuscriptum) — «рукопись», «в рукописных неопубликованных заметках»[2]
- N. B. (nota bene) — «обрати внимание», «запомни хорошо». Ставится на полях книги для выделения важной информации
- N. N. (nomen nominandum) — «некое лицо». Ставится в качестве подписи в случае, если автор неизвестен
- op. cit. (opere citato) — «в процитированной работе»
- p. s. (post scriptum) — «после написанного», «послесловие»
- p. m. (post meridiem) — после полудня
- Q.E.D. (quod erat demonstrandum) — что и требовалось доказать
- q. s. (quantum satis) — по необходимости, сколько нужно (применялось в рецептурах)
- resp. (respective) — соответственно, соответствует
- revid. (revidit) — «пересмотрел». Может в разных случаях означать как согласие, так и несогласие с прежними замечаниями[3]
- R. I. P. (requiescat in pace) — «да упокоится в мире»
- s.lat (sensu lato) — «в широком смысле», «в широком понимании»[3]
- sec. (secundum) — «следуя»: либо вдоль дороги, реки и т.п, либо соглашаясь с мнением такого-то автора[3]
- SPQR (Senatus Populusque Romanus) — «Сенат и граждане Рима». Изображали на штандартах римских легионов, и которая использовалась в Римской республике и Римской империи
- sq. (лат. sequens) — следующий. То есть следующая страница.
- sqq. (лат. sequentes) — следующие, соответственно, страницы.
- S·T·T·L (Sit tibi terra levis) — «пусть земля тебе будет пухом». Использовалась у римлян как эпитафия
- Viz. (videlicit) — «а именно, то есть»
- VC (vi coactus) — «был вынужден». Указывает, что подписавшая сторона находилась под принуждением.
- VS (versus) — «против»